# Leprechaun
För filmen från 1993 med Jennifer Aniston, se Leprechaun (film)

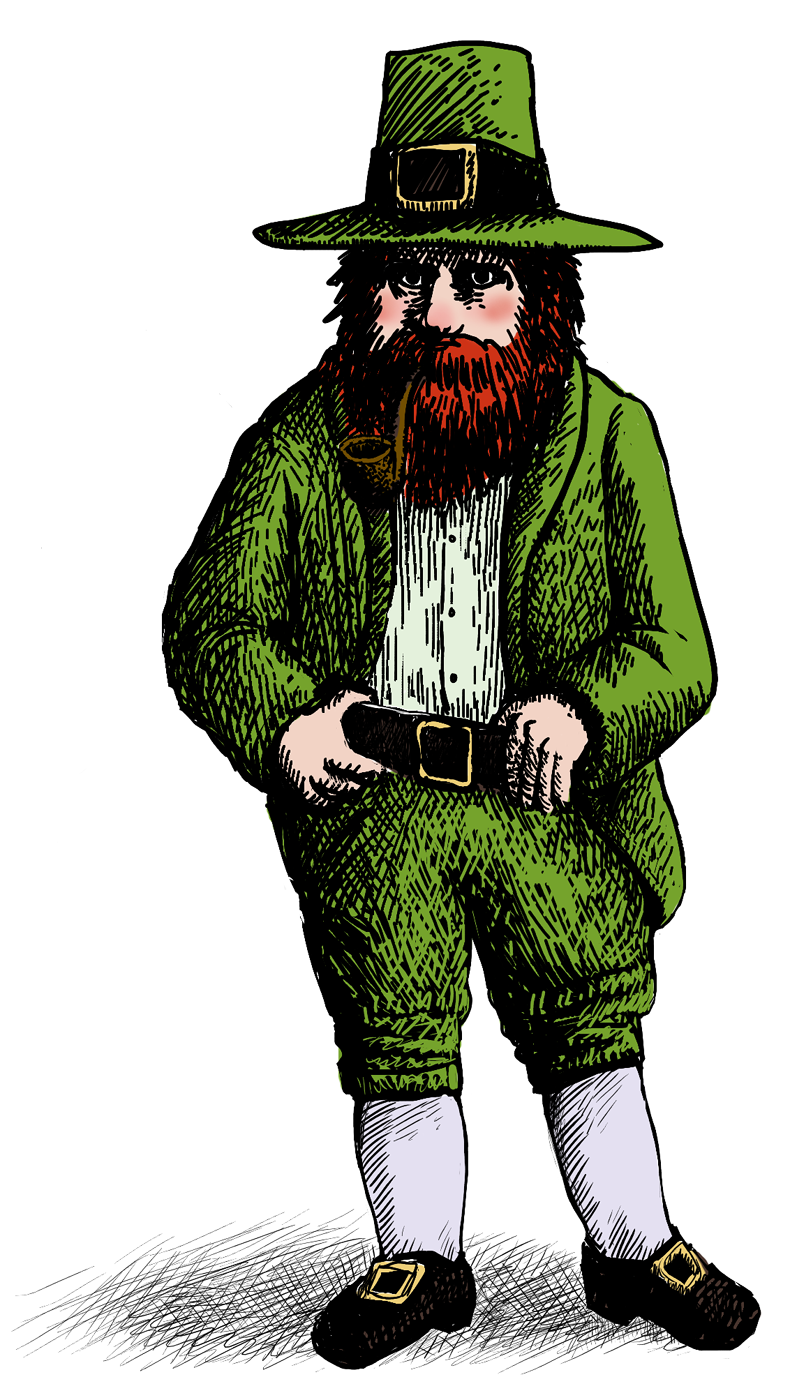
En modern klichéartad avbildning av en leprechaun.

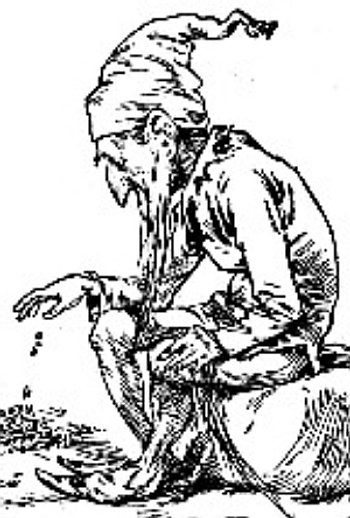
En leprechaun som räknar sitt guld. En gravering från cirka år 1900.

Leprechaun är inom irländsk folktro en sorts pyssling, ofta avbildad som en gammal gubbe i gröna kläder, inte större än ett barn, som uppskattar att ställa till med otyg. Leprechauner framställs ofta som skomakare och sägs vara mycket rika och ha stora skatter undangömda, ofta vaktade av en elak dvärghund.

## Etymologi
Namnet leprechaun härstammar från det iriska ordet leipreachán, definierat av Patrick Dinneen som "en pygmée, en fe, eller leprechaun" Ytterligare härledning är osäkrare; enligt de flesta källorna tros ordet vara en feltolkning av medeliriskans luchrupán,  från forniriskans luchorpán, en sammansättning av rötterna lú (liten) och corp (kropp). Den alternativa stavningen leithbrágan kommer från en folketymologi där ordet kommer från leith (halv) och bróg (broguesko, grov sko), på grund av en vanlig skildring av leprechaunen arbetandes iförd en enda sko.

## Folktro
Den tidigaste liknelsen till en leprechaun finns i den medeltida sagan känd som Echtra Fergus mac Léti(Äventyret av Fergus son av Léti). I texten finns ett avsnitt där Fergus mac Léti, kung över Ulster somnar på stranden och vaknar upp av att bli dragen ut till havet av tre lúchorpáin. Han lyckas dock fånga dessa och ges därmed tre önskningar i utbyte mot deras frihet.
En leprechaun är en ensamvarg som huvudsakligen lever på att tillverka och reparera skor. Han uppskattar även att spela andra människor spratt. Enligt D. R. McAnally är leprechaunen son till en ”ond ande” och en ”vanartad fe” och är ”varken alltigenom god eller alltigenom ond”. Enligt folktron har leprechaunen även förmågan att hypnotisera eller att skickligt lura sitt offer, antingen i syfte att undfly förföljare eller bara för att spela någon ett spratt för sitt eget höga nöjes skull. Vissa legender berättar också att leprechauner vaktar sin guldskatt som är gömd vid slutet av regnbågen. Det sägs att om någon skulle lyckas fånga en Leprechaun, skulle den genast visa vägen till sitt dyrbara guld och ge över guldet till denna.